# Pseudomonacanthus
Pseudomonacanthus – rodzaj morskich ryb rozdymkokształtnych z rodziny jednorożkowatych (Monacanthidae).

## Klasyfikacja
Gatunki zaliczane do tego rodzaju:

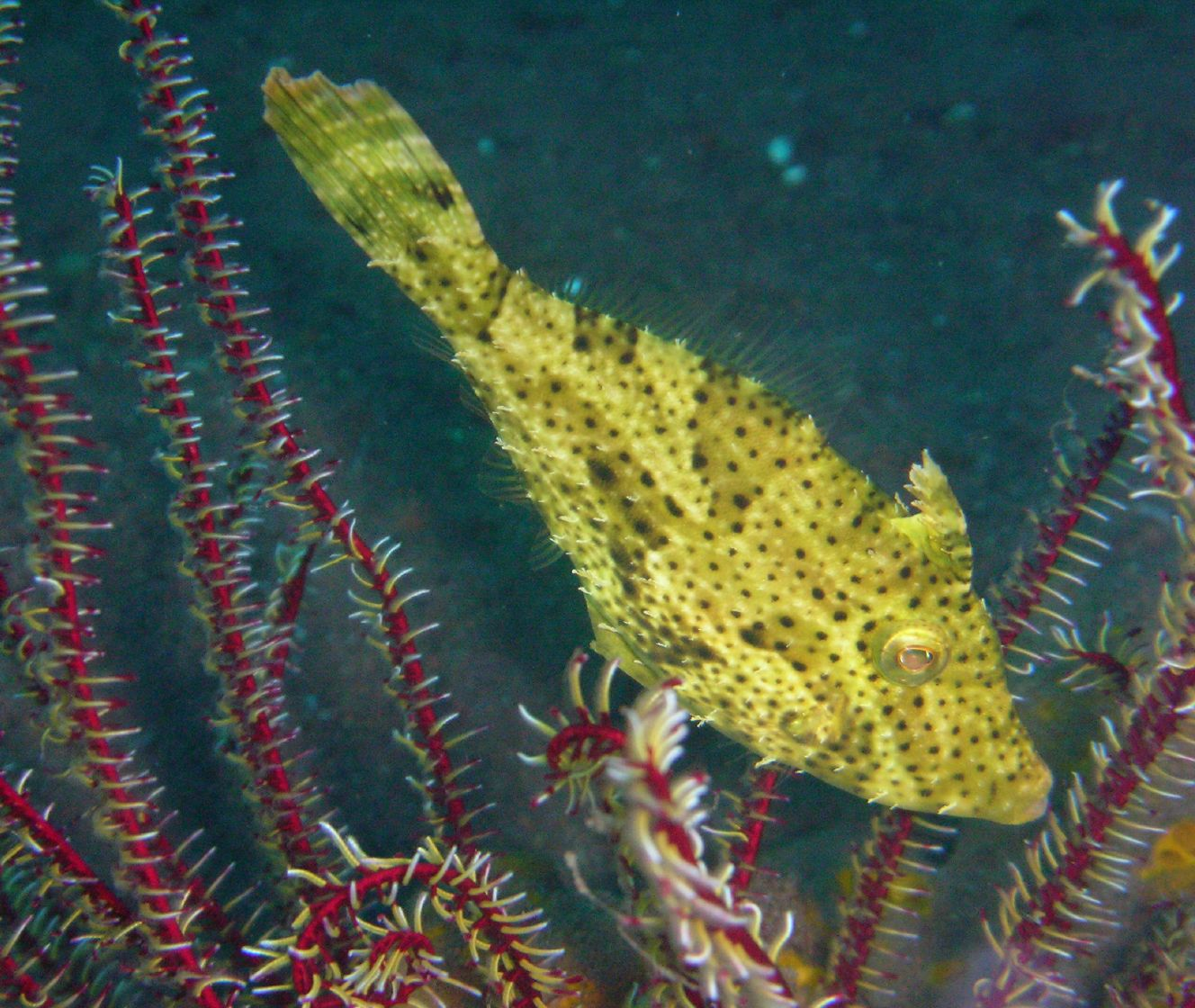
Pseudomonacanthus elongatus
- Pseudomonacanthus macrurus
- Pseudomonacanthus peroni

- Pseudomonacanthus peroni